# سامبت
سامبت (بالإنجليزية: Sampit)‏ هي منطقة سكنية تقع في إندونيسيا في East Kotawaringin Regency. يقدر عدد سكانها وترتفع عن سطح البحر 25 متر.